# Ceryx constricta
Ceryx constricta är en fjärilsart som beskrevs av Butler 1877. Ceryx constricta ingår i släktet Ceryx och familjen björnspinnare. Inga underarter finns listade i Catalogue of Life.